# 林慧英
林慧英（英語：Lim Hui Ying；1963年6月24日—），马来西亚政治人物，现任马来西亚财政部副部长（2023年12月12日至今），以及槟城州丹绒国会议员。曾担任马来西亚上议院议员职务（2018年至2022年）、马来西亚教育部副部长（2022年至2023年）。在马来西亚首相安华于2023年12月12日宣布的内阁改组中，从教育部副部长调任至财政部副部长。

## 簡历
1963年，林慧英生于马来西亚柔佛，其父亲为长期担任反对派领袖的林吉祥，其胞兄则为前任财政部长兼行动党全国主席林冠英。
从2001年起，林慧英开始担任民主行动党槟城州委会各项职务。2001年，她获选行动党槟城州委会秘书并持续担任至2006年。2006年，转任槟城州委会副主席直至2008年，并接着担任行动党槟城州委职务至2010年。2010年，转任行动党槟城州委会副秘书职务直到2013年重新获选担任槟城州秘书职务。2022年，在行动党中委会改选中她以第15位高票当选民主行动党全国中委职务。
2018年大选后，由马哈迪·莫哈末领导的希望联盟成为获胜组成希盟政府。林慧英首次被槟城州立法议会提名担任马来西亚上议院议员职务，直至2022年。她因为了参选2022年大选而辞去上议员职务，并在大选中为行动党成功捍卫丹绒国会议席成功当选新一届的国会议员。
2022年12月10日，林慧英被委任为教育部副部长。

## 争议事件
自2022年12月上任教育部副部长以来，林慧英因面对华小弊病在坊间流窜的状况不做任何回应而引起非议。
2023年3月27日，林慧英因没有提前准备国会口头提问的答复，遭国会下议院副议长南利及反对党国会议员谴责。据悉，下议院从未发生部门没准备答复的状况。林慧英特别政务官林瑞光针对此事表示歉意，并承诺将在接下来的国会议会做好更充分准备。马华公会青年团总秘书胡伟豪抨击林慧英不专业，在国会回答问题时没有作好准备等同浪费国会时间和有负人民的委托，并建议国会动议对失误的林慧英象征式扣薪10令吉，以示警惕和惩处。马华署理总会长马汉顺也加入揶揄林慧英是因前一晚熬夜出席槟城的晚宴后匆匆赶来国会才没准备好回答问题。
2023年11月27日，在国会下议院议会厅内，主持会议的下议院副议长南利念出28名准备参与教育部辩论的国会议员名单时，林慧英和教育部长法丽娜西迪皆不在场，两人未能准时出席辩论教育部的环节引起马华公会和国盟国会议员的不满。

## 选举成绩
| 年份 | 选区           | 候选人 | 候选人           | 得票数 | 得票率 | 竞选对手         | 竞选对手           | 得票数 | 得票率 | 总票数 | 多数票 | 投票率 |
| ---- | -------------- | ------ | ---------------- | ------ | ------ | ---------------- | ------------------ | ------ | ------ | ------ | ------ | ------ |
| 2022 | 檳城 P049 丹绒 |        | 林慧英（行动党） | 31,968 | 84.83% |                  | 陈金咪（马华公会） | 3,214  | 8.53%  | 37,683 | 28,754 | 71.34% |
| 2022 | 檳城 P049 丹绒 |        | 林慧英（行动党） | 31,968 | 84.83% | 方群龙（民政党） | 2,501              | 6.64%  |        | 37,683 | 28,754 | 71.34% |